# Canarium euryphyllum
Canarium euryphyllum là một loài thực vật có hoa trong họ Burseraceae. Loài này được G.Perkins mô tả khoa học đầu tiên năm 1904.